# Cocaina
La cocaina (benzoilmetilecgonina) è un alcaloide tropanico isolato per la prima volta dalle foglie di Erythroxylum coca, una pianta originaria di alcune regioni del Sudamerica, che agisce come potente stimolante del sistema nervoso centrale, vasocostrittore ed anestetico.
Quando utilizzata per scopi ricreativi, si presenta comunemente sotto forma di polvere da inalare o cristalli che vengono vaporizzati. Tale metodo di assunzione determina un rapido assorbimento ed effetti psicoattivi pronunciati che comprendono euforia, eccitazione, stimolazione psicofisica ma anche dipendenza, agitazione, perdita di contatto con la realtà e numerosi effetti collaterali.
È una sostanza classificata come droga illecita dalla Convenzione Unica sugli Stupefacenti delle Nazioni Unite. È uno degli stupefacenti più diffusi ed utilizzati al mondo, al secondo posto dopo la cannabis.  La produzione, il commercio e l'utilizzo sono la causa di fenomeni criminali, economici e di salute pubblica che hanno ripercussioni a livello globale.

## Storia
Le foglie di coca sono state usate per secoli dalle popolazioni del Sud America come tonico, contro la fame e come anestetico, specie nel corso di rituali religiosi che prevedevano pratiche sacrificali; una di queste consisteva nella trapanazione di sezioni di cranio, e una mistura di foglie di coca e saliva era usata come anestetico locale.
Quando gli spagnoli scoprirono le Americhe nel 1492, non impiegarono molto a riconoscere le proprietà delle foglie di coca, la cui vendita fu tassata; furono in breve tempo impiegate come tonico, anti-fame e anti-fatica per gli schiavi indios impiegati nelle nuove miniere di argento, portando alla diffusione della professione del cocalero (coltivatore di coca).
L'isolamento del principio attivo dalle foglie (cocaina) avvenne nel 1859 da parte del farmacista tedesco Albert Niemann; da allora è iniziato l'utilizzo moderno della cocaina, che venne commercializzata su larga scala dall'industria farmaceutica tedesca Merck come antidepressivo e per il trattamento della dipendenza da morfina e alcol. Nel 1859 fu pubblicato un importante saggio "Sulle virtù igieniche e medicinali della coca e sugli alimenti nervosi in generale" da parte di Paolo Mantegazza, un noto scienziato dell'epoca, che ispirò il farmacista corso Angelo Mariani nella produzione del vin tonique Mariani (1862), un vino a base di Barolo e foglie di coca (dove si raggiungeva una concentrazione di 150–300 mg/l di composto), e che per alcuni decenni ebbe una grande diffusione in tutta Europa, fino a quando non fu vietato nei primi del XX secolo. Nel 1886, ad Atlanta, il medico e farmacista John Stith Pemberton brevettò la formula di un tonico a base di damiana e noci di cola "per signore, e [per] tutti quelli il cui lavoro sedentario provoca prostrazione nervosa", che darà poi origine, nella mistura senza cocaina, alla Coca-Cola.
La sua popolarità crebbe ulteriormente nell'era vittoriana, dove viene nominata anche in diverse opere letterarie (come Sherlock Holmes che s'inietta cocaina per ovviare alla noia e all'inoperosità del suo intelletto in assenza di casi), e nei primi anni del Novecento, quando veniva venduta in alcune farmacie come tonico. Sigmund Freud era solito utilizzarla (occasionalmente e in basse dosi) come antidepressivo, consigliandola anche ai suoi pazienti, ed annotò questa sua esperienza nel celebre saggio Sulla cocaina (1884).
Negli anni venti, il consumo di cocaina si diffuse anche in Italia, come dimostrato dal successo del romanzo Cocaina (1921) dello scrittore Pitigrilli, ed infatti il poeta Gabriele D'Annunzio e il divo del cinema Osvaldo Valenti furono noti cocainomani. Durante la seconda guerra mondiale è stata fornita all'elite del regime nazista al potere come stimolante.
Di fronte agli effetti nocivi della sostanza che inducevano alla dipendenza, gli Stati Uniti d'America la misero al bando nel 1914 mentre solo nel 1920 fu vietata anche in Germania. Nonostante fosse proibita, a cavallo tra le due guerre mondiali e nel secondo dopoguerra, divenne la droga preferita dei musicisti jazz e degli attori di Hollywood. Negli anni ottanta divenne anche la droga prediletta dai cosiddetti "yuppies" e conquistò ben presto il mercato illegale della droga nordamericano e dell’Europa occidentale, uscendo dalla stretta cerchia di consumatori in cui era rimasta confinata fino ad allora. Ciò fu possibile grazie ad un'aggressiva politica di "marketing" dei cartelli sudamericani della droga, i quali monopolizzarono interamente la produzione e la distribuzione mondiale di cocaina ed abbassarono i prezzi di vendita della sostanza (fu addirittura "lanciata" la sua variante economica, il crack, cristalli di cocaina da fumare, che fu protagonista di una vera e propria epidemia negli Stati Uniti tra il 1984 e il 1990), arrivando, con gli ingenti proventi del narcotraffico, a condizionare l'equilibrio geopolitico dell'intero continente, come avvenne nel caso del cosiddetto "Golpe della cocaina" messo in atto in Bolivia nel 1980 dal generale Luis García Meza Tejada o nel caso dell'indiscriminata campagna di attentati dinamitardi ed omicidi portata avanti dal Cartello di Medellín in Colombia nel corso degli anni ottanta.
Oggi è uno dei più diffusi stupefacenti, acquistando spesso l'immagine di uno "status sociale" (anche per via del suo costo elevato), conoscendo un aumento nei primi anni '90 e poi nei primi anni 2000 specie in Europa, dove è diventata una delle prime droghe di consumo, mentre in Nord America il consumo è contestualmente calato. È una sostanza controllata e illegale (con l’eccezione di qualche uso medico) che viene venduta in strada sotto forma di polvere con una purezza del 5-50 %.

Il suo nome deriva dal termine quechua (lingua indios) chuca col suffisso "-ina"; tale suffisso sarà poi utilizzato comunemente per indicare gli anestetici di sintesi. 

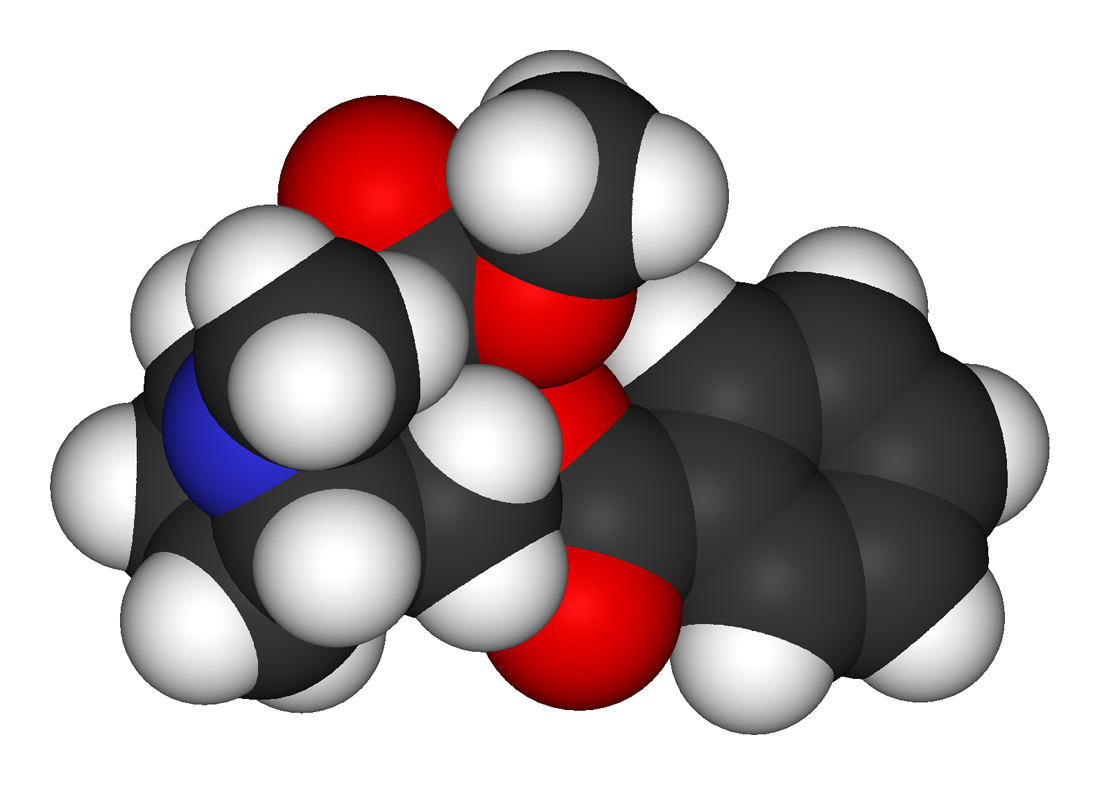
Modello 3D della molecola di Cocaina

## Farmacologia

### Meccanismo di azione
La cocaina agisce principalmente come inibitore del recupero delle monoamine (dopamina in primis ma anche serotonina e noradrenalina), ciò provoca un loro aumento di concentrazione a livello cerebrale che è causa dei suoi effetti psicoattivi (il rapporto di potenza di inibizione delle monoamine nel cervello di ratti è circa serotonina:dopamina= 2:3, serotonina:norepinefrina= 2:5). Agisce inoltre come antagonista dei canali del sodio (in analogia ad altri anestetici) e a ciò sono dovute le sue proprietà anestetiche.
Si è vista interagire anche con i recettori 5-HT3 e 5-HT2 della serotonina, in particolare l'antagonismo ai primi e l’agonismo ai secondi sembrano essere coinvolti nella disinibizione motoria; i recettori sigma su cui agisce da agonista (e che sembra giocare un ruolo nella immunosoppressione indotta dalla sostanza) ma anche i recettori NMDA e i D1 e D2 della dopamina.
L'effetto farmacologico maggiore e meglio caratterizzato a livello del sistema nervoso centrale (SNC) è quello di bloccare la ricaptazione della dopamina da parte del terminale presinaptico dopo che questa è stata immessa nella fessura intersinaptica; la rimozione della dopamina dal terminale sinaptico avviene, di norma, per mezzo delle cosiddette proteine di trasporto (Dopamine Active Transporter, DAT) che trasportano il neurotrasmettitore dall'esterno all'interno del neurone presinaptico. Il risultato è un aumento della quantità di dopamina (e delle altre monoamine per mezzo del blocco delle attività dei rispettivi trasportatori) a livello delle terminazioni dei neuroni dopaminergici del SNC. In particolare, si assiste a un aumento di dopamina nelle sinapsi fra le terminazioni dei neuroni che proiettano dall'area tegmentale ventrale e i neuroni del nucleo accumbens e della corteccia prefrontale mediale.
L'inibizione cronica dei processi di recupero provoca, specie nel lungo termine, l'esaurimento delle riserve di neurotrasmettitore del neurone presinaptico, causando una sorta di affaticamento, che altera la normale risposta fisiologica dei circuiti cerebrali. Tutti questi meccanismi portano a una serie di adattamenti nella struttura e nella chimica del cervello che sono responsabili degli effetti di astinenza, tolleranza ed effetti collaterali post acuti (sintomi cognitivi e psichiatrici che includono ma non si limitano a depressione e ansia). Questi meccanismi includono tra gli altri il fenomeno della tolleranza inversa, un fenomeno di up-regulation che aumenta la quantità di recettori per la dopamina postsinaptici: la conseguenza è l'aumento di sensibilità del sistema con aumento degli effetti psicotropi positivi e negativi della cocaina. Il craving da cocaina (ricerca ossessiva della sostanza) è invece indotto dal desiderio di evitare le crisi d'astinenza e dalla diminuzione della normale capacità di provare piacere legata ai sistemi di ricompensa.
In farmacologia la cocaina è anche considerata un anestetico locale, ottimo per l'anestesia delle mucose e delle vie aeree superiori. Agisce inoltre come potente vasocostrittore diminuendo i sanguinamenti nel corso di interventi chirurgici. Il suo uso in campo anestesiologico è stato tuttavia fortemente ridotto, a favore di derivati sintetici con effetti sistemici e psicotropi irrilevanti come la novocaina.

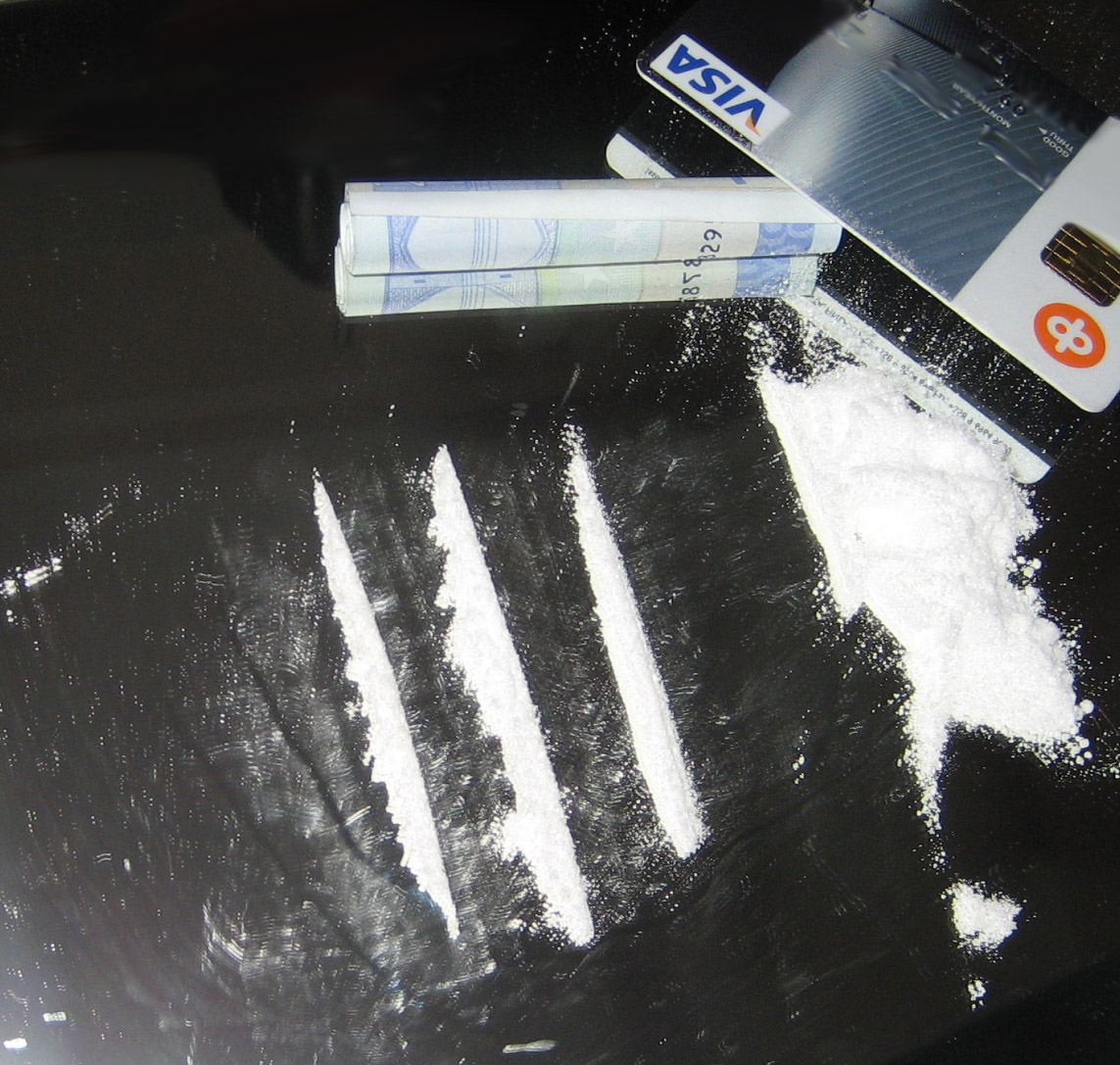
Cocaina

## Effetti indotti e collaterali

### A breve termine
Gli effetti della cocaina si manifestano in relazione alla quantità assunta e alla modalità di assunzione: molto rapidamente tramite via inalatoria/polmonare e via via più lentamente tramite soluzione endovenosa, boccale, nasale.
Gli effetti neurologici possono includere la perdita di contatto con la realtà, accompagnata da un'intensa sensazione di felicità o agitazione. Altri sintomi sono l'aumento della vigilanza, sensazioni di benessere ed euforia, maggiore energia e infaticabilità, distorsione cognitiva e delle capacità recettive, accentuazione della reattività fisica e mentale, sensazione di aumento delle percezioni e incremento della libido. I sintomi fisici sono battito cardiaco accelerato, aumentata sudorazione e dilatazione delle pupille.  A livello cardiocircolatorio si presentano anche tachicardia, aumento della contrattilità del ventricolo sinistro e della pressione arteriosa, con incremento della produzione di adrenalina ed endotelina e diminuzione di quella di ossido nitrico con possibile vasospasmo delle coronarie.
Fisicamente può portare a vasocostrizione e anestesia locale, specialmente a livello della mucosa nasale e orale (da cui l'uso passato in odontoiatria); induce inoltre le cellule dei tessuti ad apoptosi cellulare incontrollata. Se assunta inoltre a livello nasale, essa si fissa all'interno delle fosse nasali formando croste, spesso associate a riniti e infiammazioni della mucosa; Dosi elevate possono far aumentare in modo massiccio la pressione sanguigna o la temperatura corporea.

### A lungo termine
L'utilizzo prolungato crea una dipendenza psichica estremamente elevata, che può manifestarsi con importanti crisi d'astinenza. Le manifestazioni neuropsichiatriche possono risultare in irritabilità, sindromi depressive, stati d'ansia, e paranoia. A seguito di dosi ripetute si può avere stanchezza fisica e una ridotta capacità di provare piacere. Può portare inoltre a disfunzione erettile con calo della libido e oligospermia.
Altri effetti collaterali includono fame insaziabile, dolori, insonnia o letargia e naso che cola in maniera persistente. La depressione e gli istinti suicidi si sviluppano in utenti che fanno uso di dosi massicce. Tutti questi effetti contribuiscono all'aumento della tolleranza, richiedendo un dosaggio sempre maggiore per ottenere lo stesso effetto.
Gli effetti collaterali fisici del fumo cronico di cocaina includono tosse con sangue, broncospasmo, prurito, febbre, infiltrati alveolari diffusi senza versamenti, eosinofilia polmonare e sistemica, dolore toracico, trauma polmonare, mal di gola, asma, voce rauca, dispnea e una sindrome dolorosa, simile all'influenza.
L'uso cronico espone inoltre ad aumentato rischio di aterosclerosi, trombosi da aumento dell'aggregabilità piastrinica, infarto miocardico, ictus, ipertensione arteriosa e deficit del sistema immunitario. La cocaina può aumentare notevolmente il rischio di sviluppare malattie autoimmuni o del tessuto connettivo rare come il lupus, la sindrome di Goodpasture, la vasculite, la glomerulonefrite, la sindrome di Stevens-Johnson e altre malattie. Può anche causare una vasta gamma di malattie renali e insufficienza renale.
Inoltre, una volta svaniti gli effetti, lo stop della vasocostrizione a livello nasale causa sanguinamento, con conseguente otturazione delle vie nasali; qualora il soggetto provasse a eliminare tali croste, l'anestesia dovuta alla sostanza gli permetterebbe di danneggiare pesantemente i tessuti nasali mediante l'uso di oggetti anche taglienti, che non cicatrizzerebbero per via della diffusa apoptosi.
L'assunzione per inalazione può portare a gravi danni della mucosa nasale causati dall'apoptosi incontrollata, inducendo nei casi più gravi alla distruzione più o meno diffusa di cartilagini o tessuto osseo, interessante sia la parte interna del naso (setto, palato molle e duro, etc.) sia le strutture del naso esterno, con distruzione della punta nasale o collasso del dorso del naso. Sebbene sia il setto nasale a essere più frequentemente danneggiato dall'utilizzo di cocaina per via inalatoria, i danni possono coinvolgere - via via meno frequentemente - parete laterale del naso (seno mascellare e turbinato inferiore), palato duro e molle, etmoide e, nei casi più gravi, arrivare sino alle strutture del neurocranio (orbita e base cranica). Le lesioni indotte dalla cocaina a livello endonasale vengono indicate con l'acronimo inglese CIMDL (cocaine-induced midline destructive lesions, ovvero lesioni distruttive della linea mediana indotte da cocaina).

### Overdose
Un uso eccessivo o prolungato di cocaina può causare prurito, formicolio, battito cardiaco accelerato, allucinazioni e deliri paranoici.  Dopo l'assunzione di un dosaggio eccessivo, si osservano tremori, convulsioni e aumento della temperatura corporea.  L'overdose può causare un aumento anomalo della temperatura corporea, un marcato aumento della pressione arteriosa, anomalie nel ritmo cardiaco, e la morte.  La morte può sopraggiungere per infarto miocardico acuto o blocco respiratorio conseguente a paralisi muscolare, a causa dell'effetto bloccante della cocaina sui canali del sodio cardiaci. Possono verificarsi anche ansia, paranoia e irrequietezza, specialmente nel post assunzione.

### Gravidanza
La cocaina ha una serie di effetti deleteri durante la gravidanza. Le donne che fanno uso di cocaina durante la gravidanza hanno un rischio elevato di distacco della placenta, una condizione in cui la placenta si stacca dall'utero e provoca sanguinamento.  A causa dei suoi effetti vasocostrittori e ipertensivi, aumenta anche a rischio di ictus emorragico e infarto miocardico. La cocaina è anche teratogena, il che significa che può causare difetti alla nascita e malformazioni fetali. L'esposizione in utero alla cocaina è associata ad anomalie comportamentali, deterioramento cognitivo, malformazioni cardiovascolari, restrizione della crescita intrauterina, parto pretermine, malformazioni del tratto urinario, labbro leporino e palatoschisi.

### Controindicazioni
Alcuni studi raccomandano cautela nella somministrazione di cocaina in pazienti affetti da miastenia gravis o da porfiria.

## Combinazione con altre sostanze
Le combinazioni più conosciute sono principalmente tre:
- Cocaina e alcool

Le carbossilesterasi, gli enzimi che in presenza di sola cocaina produrrebbero metaboliti inattivi per idrolisi, reagiscono diversamente in presenza di etanolo, in quanto una porzione di cocaina subisce transesterificazione con l'etanolo formando cocaetilene. Il cocaetilene ha effetti simili a quelli della cocaina. Gli effetti si manifestano più velocemente e persistono per più tempo, e la tossicità a carico del SNC, del cuore e del fegato è più elevata.
L'alcool rende più difficile controllare i risvolti prettamente psicotropi della sostanza (come ansia, fobia e aggressività).
- Cocaina ed eroina (speedball)

L'assunzione di cocaina combinata all'eroina è ricercata dal consumatore poiché migliora la fase di down della coca e consente di essere più energici e reattivi durante l'effetto dell'eroina, ma aumenta enormemente il rischio di blocco respiratorio e collasso cardiocircolatorio. Un'overdose di speedball causò la morte dell'attore statunitense John Belushi il 5 marzo 1982 a Los Angeles.
- Cocaina e polvere da sparo (brown-brown)

Il Brown-brown sarebbe un mix di cocaina in polvere e polvere da sparo ottenuta generalmente dallo svuotamento di cartucce. Il consumo avverrebbe tramite inalazione, ma l'aggiunta di polvere da sparo genererebbe fumi estremamente irritanti e servirebbe soprattutto a dare al gesto un'aura d'asprezza.
La cocaina può inoltre avere pericolose interazioni quando l'assunzione avviene in concomitanza di terapie medico-farmacologiche di qualsiasi tipo.
Ad esempio, assumere cocaina insieme con inibitori della ricaptazione della serotonina pone un notevole rischio di sindrome serotoninergica.

## Modalità di assunzione

### Masticazione delle foglie di coca
Al contrario di quanto si pensi comunemente, il consumo di foglie di coca tramite masticazione non produce nessun effetto importante sul comportamento. Infatti l'uso delle foglie per la masticazione è legale nei paesi andini. La popolazione delle Ande è irritata dal fatto che gli stranieri considerino le semplici foglie di coca come una sostanza stupefacente, in quanto l'assorbimento sublinguale diluisce molto l'assorbimento nel tempo. Se assunta in questo modo, i suoi effetti sono più o meno indistinguibili da altri stimolanti, come la caffeina.

### Inalazione della cocaina in polvere
È il metodo di gran lunga più diffuso nella società occidentale, descritto peraltro da una variegata iconografia cinematografica e letteraria. La cocaina in polvere viene disposta su una superficie liscia, allineata in strisce quindi, attraverso inalatori o cannucce (è uso diffuso l'utilizzo di banconote arrotolate) viene inalata. Gli effetti sono pronunciati e durano da 20 minuti circa a qualche ora (in base alla quantità e alla purezza della sostanza assunta). L'assorbimento nel sangue avviene attraverso la mucosa nasale, consentendo a eventuali agenti patogeni, se presenti, di infettare l'utilizzatore.

### Aspirazione dei fumi di freebase e crack
La cocaina cloridrato non può essere fumata, per questo motivo sono state create le preparazioni freebase e crack.
- Per freebase si intende la forma "base" della cocaina cloridrato, è ovvero la trasformazione della cocaina in sali (solubile in acqua) nell'alcaloide base. Si ottiene dapprima dissolvendo la cocaina cloridrato in acqua. Una volta dissolta in acqua viene aggiunta ammoniaca (o una base forte) per eliminare protoni in eccesso. La soluzione ottenuta in questo modo, però, non è ancora libera da tagli. A questo proposito si aggiunge alla soluzione etere etilico in quanto il freebase è insolubile in acqua ma altamente solubile nell'etere etilico. Questo permette di separare la freebase dal taglio ottenendo quindi, dopo l'evaporazione dell'etere etilico, una freebase quasi del tutto priva di taglio.
Preparare la freebase è estremamente pericoloso, poiché sono possibili esplosioni o produzioni di fiamme e incendi. Con il termine freebase si indica, più in generale, ogni alcaloide nella sua forma base.
- Il crack si ottiene mischiando le dovute dosi di cocaina cloridrato e una base, come il bicarbonato di sodio. Il crack è spesso usato più del freebase in quanto si salta un passaggio (eliminazione del taglio con etere) che ne rende meno pericolosa la preparazione.

Crack e freebase hanno effetti quasi istantanei e molto forti. Causano entrambi alta dipendenza psichica e fisica.

### Iniezione endovenosa
Iniezione mediante siringa endovena diluendo la cocaina in soluzione acquosa.

### Iniezione sottocutanea o intramuscolare
Permette un assorbimento più lento e quindi una durata maggiore degli effetti, evitando la tossicità di picco. Tuttavia tale modalità di somministrazione può causare necrosi tissutale, sia a causa di sostanze contenute nel preparato somministrato, sia a causa di batteri che possono contaminare la siringa.

## Problemi legati all'uso e dipendenza

Grafico comparativo sugli effetti negativi (dipendenza e danni fisici) delle varie droghe. Da notare come la cocaina occupi il secondo posto in assoluto per entrambi i parametri. Fonte: The Lancet

La cocaina causa forte dipendenza psichica in chi ne fa uso. Dopo gli effetti di carattere eccitatorio, infatti, il consumatore di cocaina si sente spossato, stanco e completamente senza energie. Questo lo spinge a ripetere l'assunzione della droga per rivivere il benessere. Tale appagamento viene ricercato sebbene gli effetti negativi a livello psichico, reversibili e non, siano di primaria importanza.
In relazione alla frequenza di assunzione e al contesto psico-ambientale, il soggetto dipendente dal consumo di cocaina modifica nel lungo termine e sempre più radicalmente la coscienza di sé e la percezione delle proprie azioni rispetto all'ambiente. Inoltre, a causa degli effetti della cocaina sia di tipo psicotropo sui freni inibitori, sia di tipo fisiologico sulla libido e sulla capacità erettile negli uomini.
La dipendenza da cocaina, erroneamente ritenuta solo di tipo psicologico, ha anche un importante substrato fisico legato al neuroadattamento del sistema nervoso centrale ai suoi effetti. Gli studi sull'animale mostrano inoltre che le somministrazioni ripetute di cocaina inducono una degenerazione delle sinapsi dei neuroni dopaminergici in una specifica area del cervello (fascicolo retroflesso), con ripercussioni di tipo psicopatologico (psicosi, alterazioni della gratificazione). Oltre a questi danni del cervello, l'atto di "sniffare" determina un danneggiamento progressivo dei tessuti interni e dei capillari del naso, con riduzione notevole della capacità olfattiva, può comportare frequenti perdite di sangue dal setto nasale, ulcere, perforazione delle cartilagini, con danni che possono portare alla necessità di interventi di chirurgia plastica. L'iperattivazione dell'apparato cardiovascolare, insieme con la vasocostrizione provocate dalla cocaina, sono causa di infarto e ictus.
La cocaina, però, produce soprattutto danni a livello psichico, il consumo prolungato, infatti, porta a una progressiva modificazione dei tratti della personalità in senso paranoideo: prevale il sospetto, l'irritabilità, la sensazione di trovarsi in un ambiente ostile fino, talvolta, al delirio paranoide. La cocaina, infatti, blocca il riassorbimento di noradrenalina e dopamina, causando un eccesso della disponibilità di queste sostanze eccitanti, che possono alterare il funzionamento del cervello facendo comparire disturbi spesso non distinguibili da quelli causati da una psicosi. Il cocainomane è convinto di essere spiato, perseguitato, il tono dell'umore è disforico, in certi casi presenta allucinazioni (tipica la percezione di cimici che corrono sulla pelle, le "cocaine bugs" o allucinazioni visive denominate "bagliori della neve").
Frequenti sono gli attacchi di panico e uno stato di profonda depressione, che può durare anche alcune settimane. Ovviamente la reazione può essere influenzata da diversi fattori e sebbene l'uso di questa droga porti quasi sempre a modificare il comportamento del consumatore, si possono notare casi in cui pur non verificandosi attacchi di depressione o di panico, si osserva un'accentuazione di tratti patologici del soggetto stesso.
La cocaina si distingue da altre sostanze psicotrope per l'elevata sensazione di adattamento che induce nel soggetto che l'assume ai ritmi di attività psico-fisica propri della società post-industriale e per il suo enorme grado di diffusione nelle società occidentali. Il traffico di questa sostanza costituisce una voce rilevante dell'economia globale.

### Terapia disintossicante
L'intervenzione farmacologica per la tossicomania della cocaina ha due fasi: disintossicazione e mantenimento.
La disintossicazione dalla cocaina è praticamente senza rischio sia per chi è ricoverato in ospedale o non lo sia. La bromocriptina riesce a eliminare i sintomi di deprivazione e il desiderio quando viene somministrata per un periodo di sette giorni. La dose iniziale è: bromocriptina 0,5 mg tab 1/2 compressa ridotta per un periodo dai sette ai dieci giorni. Altri farmaci, come modafinil, desipramina o amantadina possono essere usati in sostituzione o in combinazione con bromocriptina.
Dopo la disintossicazione il processo di recupero può essere aiutato da un regime farmacologico; Topiramato 100 mg tid po o Bupropione 150 mg bid po possono ridurre il desiderio per la cocaina sotto una base di assistenza. Per ridurre gli effetti causati da motivi psicologici o ambientali, baclofene 25 mg tid fino a 50 mg tid è molto efficace.

### Fattori predisponenti
Alcuni studi hanno evidenziato come il fumo delle sigarette ovvero la nicotina abbia un effetto sul cervello predisponente la dipendenza da cocaina.